# International Consumer Research & Testing
International Consumer Research & Testing (ICRT) ist eine 1990 gegründete, international tätige Dachorganisation zur Verwaltung von gemeinschaftlich durchgeführten vergleichenden Warentests, Markt- und Produktrecherchen. Der Sitz befindet sich in London, und es gibt ein Außenbüro in Brüssel.

## Ziele
Zu den Zielen der Organisation gehört es, die Gesamtkosten und den Gesamtaufwand für Warentests durch internationale Zusammenarbeit zu reduzieren und die Testmethoden zu vereinheitlichen. Gemeinschaftstests müssen nach den von ICRT festgelegten Regeln durchgeführt werden. Ferner werden von ICRT einheitliche Vorgehensweisen, Werkzeuge und Ressourcen zur Verfügung gestellt.

## Mitglieder
Alle Mitglieder sind Verbraucherorganisationen, die in ihren Veröffentlichungen keine Produktwerbung betreiben und unabhängig von Handel, Industrie und Politik sind. Es gibt weltweit über 40 Verbraucherorganisationen, die eine Mitgliedschaft bei ICRT haben.
Zu den wichtigsten im Rat von ICRT vertretenen Mitgliederorganisationen gehören die Stiftung Warentest (Deutschland), Consumers Union (USA), Verbruikersunie (Belgien), Union fédérale des consommateurs (UFC) / Que choisir (Frankreich), Which? (Vereinigtes Königreich) und Consumentenbond (Niederlande).
Zu den weiteren Mitgliedern gehören die Fédération romande des consommateurs und die Stiftung für Konsumentenschutz in der Schweiz sowie der Verein für Konsumenteninformation in Österreich.
Von deutscher Seite war bis Ende 2011 der Vorstand der Stiftung Warentest, Werner Brinkmann, Mitglied im Board. Sein Nachfolger wurde 2012 der neue Vorstand der Stiftung Warentest, Hubertus Primus. Seit 1. Januar 2024 ist Julia Bönisch Alleinvorständin der Stiftung Warentest, womit sie auch die Position im ICRT Board einnahm.

## Organisation
Die Organisation wird seit 2019 von Niels Jacobsen geleitet und führt jährlich etwa 50 gemeinschaftliche Untersuchungen an ungefähr 3500 Produkten durch. Zu den Verbraucherprodukten gehören zum Beispiel Digitalkameras, Mobiltelefone, Fernseher, Automobile, Waschmaschinen, Geschirrspülmaschinen, Staubsauger oder Leuchtmittel. Die Untersuchungen werden in unabhängigen Prüflaboren durchgeführt.

## Sonstiges
ICRT kooperiert mit dem Europäischen Verbraucherverband in Brüssel (BEUC) und Consumers International in London (CI).